# Alberto Garre
Pour les articles homonymes, voir Garre.
Alberto Garre López, né le 10 février 1952 à Torre-Pacheco, est un homme politique espagnol, membre du Parti populaire (PP) puis de Vox.
Il est président de la région de Murcie entre 2014 et 2015.

## Biographie

### Un avocat engagé en politique
Il fait ses études secondaires dans la localité de Santiago de la Ribera, au nord-est de sa ville natale, sur la côte méditerranéenne. Il s'inscrit ensuite à l'université de Murcie, où il étudie le droit, puis devient avocat.
En juin 1987, à l'âge de 35 ans, il est élu conseil municipal de Torre-Pacheco. Choisi comme porte-parole du groupe de l'Alliance populaire (AP), alors dans l'opposition, il est reconduit à ce poste à la suite des élections de mai 1991.

### Débuts à l'Assemblée régionale de Murcie
Au cours de ce même scrutin, il se fait élire député à l'Assemblée régionale de Murcie. Il est désigné deuxième secrétaire du bureau à l'ouverture de la législature. Après les élections de mai 1995, où il ne sollicite pas le renouvellement de son mandat municipal, il prend les fonctions de porte-parole du groupe parlementaire du Parti populaire (PP), désormais au pouvoir. Il est maintenu après les scrutins de juin 1999 et mai 2003.

### Deux mandats au Congrès des députés
À l'occasion des élections législatives du 14 mars 2004, il est investi en quatrième position sur la liste du PP dans la région de Murcie. Élu au Congrès des députés, il doit renoncer à son mandat de parlementaire régional, conformément à la Constitution. Il est ensuite désigné deuxième secrétaire de la commission de l'Environnement, tout en siégeant à la commission de la Justice et à la commission de l'Intérieur.
Aux élections législatives du 12 mars 2008, il est rétrogradé en sixième position sur la liste en Murcie mais il est tout de même réélu. Il est alors choisi pour le poste de premier vice-président de la commission des Politiques d'intégration des handicapés, tout en appartenant à la commission de l'Intérieur et à la commission de l'Environnement.

### Président de la région de Murcie
Il est cependant réélu à l'Assemblée régionale de Murcie aux élections de mai 2011. Il renonce à son mandat national le 13 juin, puis devient premier vice-président de l'Assemblée.
À la suite de la candidature de Ramón Luis Valcárcel – au pouvoir depuis 1995 – aux élections européennes du 25 mai 2014, le Parti populaire de la région de Murcie (PPRM) le désigne comme successeur. Le 8 avril, Alberto Garre est investi président de la région de Murcie par l'Assemblée régionale, recueillant 33 voix contre 11, un député socialiste étant absent. Il prend ses fonctions le lendemain. Depuis l'alternance de 1995, il n'est que le second président issu du PP. Après les élections régionales de 2015, il est remplacé par Pedro Antonio Sánchez, membre du même parti.

### Nouvelle orientation politique
En mars 2017, il démissionne du Parti populaire, accusant ses dirigeants de dissimuler des affaires de corruption et permettant la réélection de Pedro Antonio Sánchez à la tête du PP régional alors qu'il faisait l'objet d'une enquête dans l'affaire Auditorio.
En juin 2017, il crée la Plateforme civique de la région de Murcie pour donner la parole aux citoyens qui demandent un profond renouvellement de la politique régionale. En avril 2018, il fonde Somos Región, un parti politique axé autour d'un centre social et réformiste, au service des intérêts généraux des citoyens de la Région de Murcie, et de tous les Espagnols, dont il est président jusqu'en 2019.
En 2023, il rejoint Vox et se présente sur la liste du parti pour les élections régionales du 28 mai 2023 et est élu. Le 14 juin suivant, il préside à l'ouverture de la XIe législature de l'Assemblée régionale en tant que doyen d'âge de celle-ci.

### Vie privée
Il est marié depuis 1981 et père de deux enfants.